# 勝利の日まで (映画)
『勝利の日まで』（しょうりのひまで）は、1944年（昭和19年）3月10日、ニッチクレコード（後年の日本コロムビア）から発売された戦時歌、およびそれを主題歌とした映画である。

## 歌謡
作詞はサトウ・ハチロー、作曲は古賀政男、編曲は仁木他喜雄。歌は霧島昇。
1944年に日本放送協会に委嘱して作られ、映画に先立って同年3月10日に発売された。映画公開と共に、8人の歌手（波平暁男、近江俊郎、志村道夫、高倉敏、菅沼ゆき子、奈良光枝、池真理子、渡辺一恵）によって吹き込まれ、1945年（昭和20年）1月に再発売されている。

## 映画
東宝製作。前線の海軍将兵の慰問映画として作られたオールスター映画。後に一般にも公開された。モノクロ、スタンダード。
慰問映画ながら、ハリウッドミュージカル映画を思わせる娯楽作となっており、戦時中の作品としては異色作と評される。
監督は今井正が担当する予定だったが、彼が応召したので成瀬巳喜男が代わって担当した。後にゴジラシリーズなどを手掛ける東宝プロデューサー田中友幸の、初担当作品でもある。田中は、本作品にて後にともにゴジラを手掛けることになる円谷英二と出会ったが、この時点では深い付き合いはなかったという。
フィルムは冒頭の15分程度を除いて散逸している。これは、終戦後にGHQによって上映禁止とされた際、フィルムが破却されたためとされている。
小説家の小松左京は、公開当時は連日空襲が続いていた時期であったため、本作品を観てかえって敗戦を予感したという。

### あらすじ
戦線慰問のため、博士（徳川夢声）は慰問爆弾（笑慰弾）を開発する。それは戦地に向けて発射し、爆発すると芸能人が現れて得意芸を披露するというものだ。高峰秀子が飛び出して歌を歌ったり、古川緑波が出てきたら声帯模写を演じ、エンタツ・アチャコは漫才を披露する。だが、一弾だけが不発して海底へ向かう。そこには高勢実乗が乗っており、得意のギャグ「アノネオッサン、ワシャカナワンヨ」と言いながら沈んでいくのであった。

### 出演者
- 徳川夢声
- 高峰秀子[2]
- 古川緑波[2]
- 横山エンタツ[2]
- 花菱アチャコ[2]
- 榎本健一[2]
- 山田五十鈴
- 入江たか子
- 原節子[注釈 1]
- 花井蘭子
- 轟夕起子
- 市丸[2]

### スタッフ
- 製作：藤本真澄[2]、本木荘二郎[2]、田中友幸（ノンクレジット）[3]
- 演出：成瀬巳喜男[2]
- 脚本：サトウ・ハチロー[2]
- 撮影：立花幹也[2]、木塚誠一[2]
- 音楽：鈴木静一[2]
- 美術：北猛夫[2]
- 録音：北山絢二[2]
- 照明：西川鶴三[2]